# Парад Перемоги в Берліні (1945)
Парад Перемоги в Берліні 1945 року — був проведений союзниками-переможцями у Другій світовій війні 7 вересня 1945 року в Берлині, столиці переможеної нацистської Німеччини, через п'ять днів після офіційного закінчення (2 вересня 1945) Другої світової війни. Парад організували і провели чотири країни-учасниці: Сполучені Штати Америки, Велика Британія, Радянський Союз та Франція.

## Проведення параду
Провести парад було запропоновано Радянським Союзом після червневого Московського Параду Перемоги 1945 року. У липні в Берліні також відбувся британський парад (Британський Парад Перемоги в Берліні 1945 року).
На параді були присутні вищі офіцери: Маршал Радянського Союзу Георгій Жуков від СРСР, генерал Джордж С. Паттон від Сполучених Штатів, генерал Браян Робертсон від Великобританії та генерал Марі П'єр Кеніг від Франції. Генерал Дуайт Д. Ейзенхауер і фельдмаршал Бернард Монтгомері незадовго до параду відхилили запрошення і послали Паттона і Робертсона як своїх представників. Присутні підрозділи включали радянську 248-му стрілецьку дивізію, французьку 2-гу піхотну дивізію, британську 131-шу піхотну бригаду та 82-гу повітряно-десантну дивізію США; присутні сили складалися переважно з місцевих гарнізонів. Бронетанковий контингент складався з британської 7-ї бронетанкової дивізії, французької 1-ї бронетанкової дивізії та 16-ї механізованої кавалерійської групи США. Червоноармійці використали цю нагоду для першого публічного показу свого важкого танка ІС-3, в якому взяли участь 52 танки 2-ї гвардійської танкової армії.
Російські джерела називають цей парад «забутим парадом», оскільки він згадувався лише в кількох західних джерелах. Сили чотирьох союзників також брали участь в іншому берлінському параді через кілька місяців, на Шарлоттенбурзькому шосе (нині вулиця «17 червня»), перед Бранденбурзькими воротами, у першу річницю капітуляції Німеччини 8 травня 1946 року, у Берлінському параді Перемоги 1946 року. Цей парад був пов'язаний з урочистим відкриттям Радянського військового меморіалу в парку Тіргартен. Радянські війська не будуть присутні на значно більш відомому на Заході Параді Перемоги у Лондоні 1946 року.

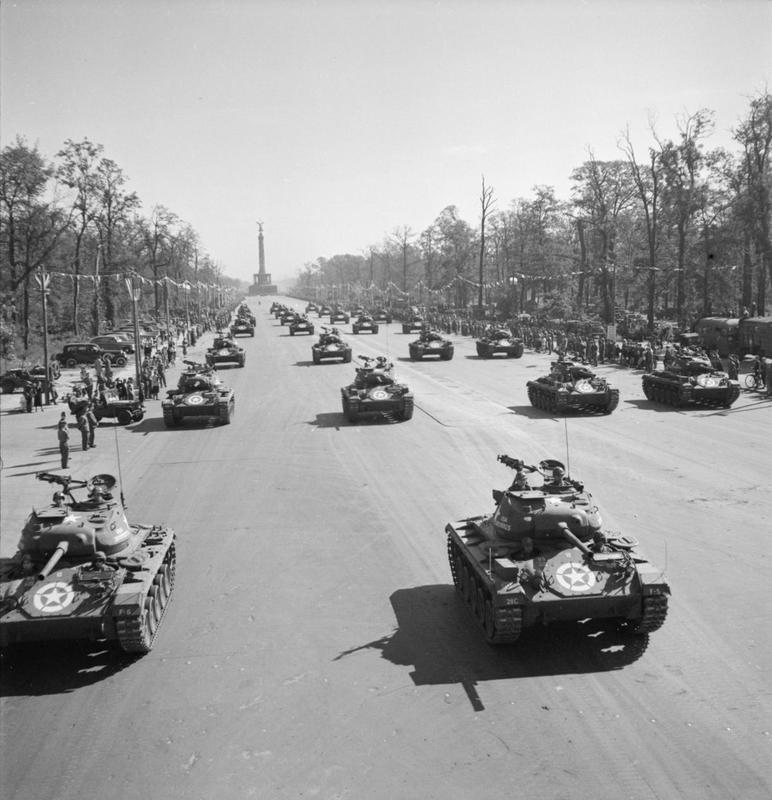
Американські легкі танки М24 «Чаффі» під час параду
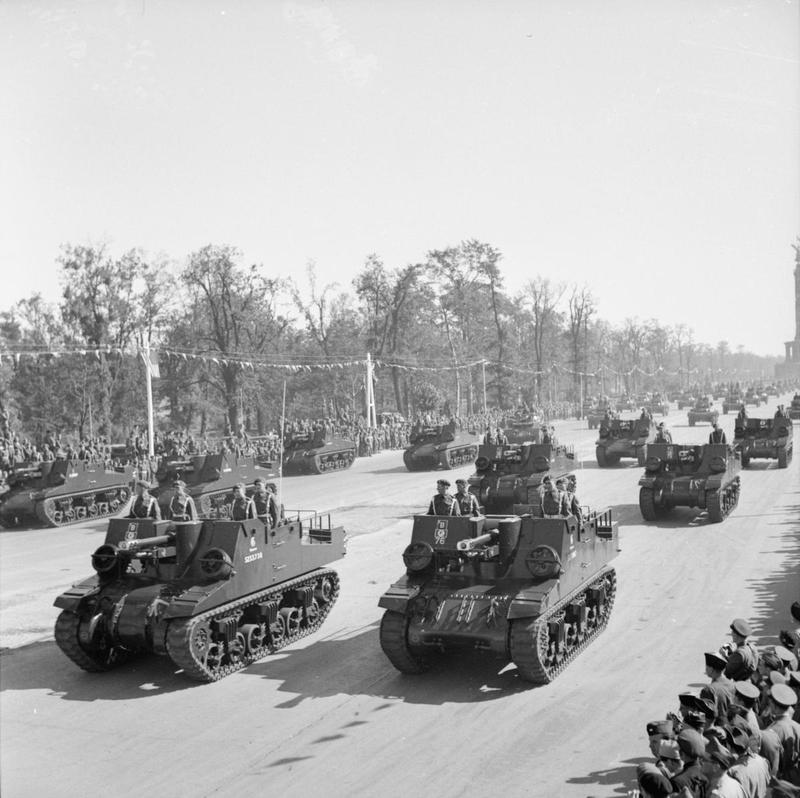
Британські самохідні артилерійські установки «Sexton»
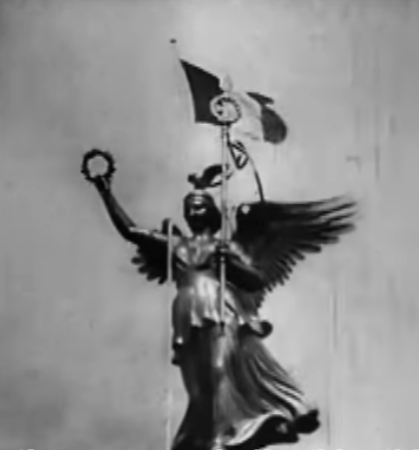
Французький триколор на статуї колони Перемоги під час параду